# Cochliostema

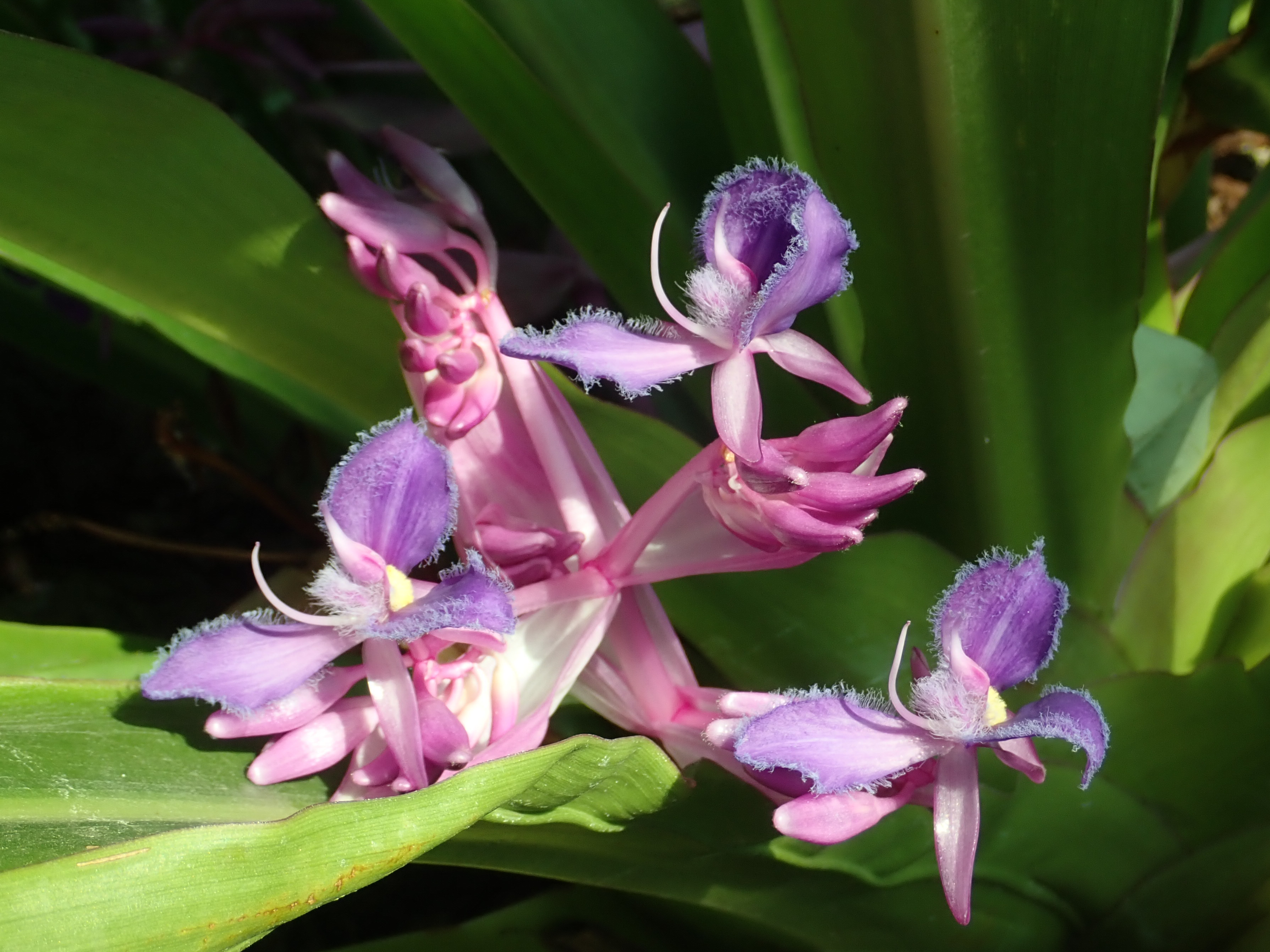
Kwiaty Cochliostema odoratissimum

Cochliostema Lem. – rodzaj roślin z rodziny komelinowatych. Obejmuje dwa gatunki występujące w Panamie, Kolumbii, Kostaryce, Ekwadorze i Nikaragui.
Nazwa naukowa rodzaju pochodzi od greckich słów κόχλος (kochlos – spiralnie skręcona muszla) i στήμα (stema – pręcik), odnosząc się do skręconych główek pręcików. 

## Morfologia
PokrójWieloletnie epifity, których masywne, gromadzące wodę rozety liściowe osiągają 2 metry średnicy. Gatunek Cochliostema velutinum może rosnąć również jako epifit pełzający. Rzadko rośliny z tego rodzaju mogą ukorzeniać się w gruncie.
LiścieDuże, podługowate lub lancetowate, mieczowate, u C. odoratissimum o długości 60–100 cm i szerokości 10–15 cm.
KwiatySilnie pachnące, wyrastające z kątów liści w dwurzędkach zebranych w tyrs. Każda dwurzędka wsparta jest dużą, barwną podsadką. Okwiat grzbiecisty. Trzy listki zewnętrznego okółka niemal równej wielkości, wolne; trzy listki wewnętrznego okółka okwiatu wolne, niemal równe lub jeden dużo większy od pozostałych, o frędzelkowato orzęsionych brzegach, fioletowoniebieskie. Trzy przednie pręciki zredukowane do prątniczków, środkowy szczątkowy, boczne gęsto bródkowate, pozbawione pylników. Trzy tylne pręciki o zrośniętych nitkach, grzbietowo z gęstą kępką żółtych włosków; główki pręcików zwinięte, zamknięte w kolumnowatej strukturze zbudowanej z szeroko rozrośniętych łączników bocznych pręcików, z których każdy jest wierzchołkowo zwężony w wąską, kapturkowatą rurkę zakończoną otworkiem. Zalążnia trójkomorowa, naga, z licznymi zalążkami.
OwoceWąsko podługowate torebki.

## Genetyka
Liczba chromosomów 2n wynosi 38.

## Systematyka
Pozycja systematycznaRodzaj z podplemienia Dichorisandrinae w plemieniu Tradescantieae podrodziny Commelinoideae w rodzinie komelinowatych (Commelinaceae).
Wykaz gatunków
- Cochliostema odoratissimum Lem.
- Cochliostema velutinum Read

## Zastosowanie użytkowe
W Panamie liście Cochliostema odoratissimum stosowane są leczniczo do regulowania menstruacji.
W krajach o ciepłym klimacie C. odoratissumum uprawiana jest jako roślina ogrodowa.